# Bitka pri Velbaždu
Bitka pri Velbaždu (bolgarsko битка при Велбъжд, bitka pri Velbžd, srbsko Битка код Велбужда, bitka kod Velbužda) je bila bitka med bolgarsko in srbsko vojsko 28. julija 1330 v okolici Velbažda, sedanjega Kjustendila, v zahodni Bolgariji.
Naraščajoča moč Srbskega kraljestva od poznega 13. stoletja je resno zaskrbela tradicionalni balkanski sili Bolgarijo in Bizantinsko cesarstvo. Leta 1327 sta se odločili, da združita svoje sile za vojaško akcijo proti Srbiji. Tri leta kasneje sta se glavnini bolgarske in srbske vojske udarili pri Velbaždu. Bolgarska vojska napada ni pričakovala in je bila poražena. Srbska zmaga je naslednji dve desetletji močno vplivala na ravnotežje moči na Balkanu. Bolgari niso po bitki izgubili nobenega ozemlja, vendar niso mogli preprečiti srbskega prodiranja proti Makedoniji. Srbi so uspeli osvojiti Makedonijo in dele Tesalije in Epirja  in posedovali največje ozemlje v svoji zgodovini. Srbski kralj Štefan Dušan se je z bolgarsko pomočjo leta 1346 kronal za carja (cesarja) vseh Srbov. 
V nekaj desetletjih po Dušanovi smrti leta 1355 je Srbsko cesarstvo razpadlo. Enaka usoda je doletela tudi Bolgarsko cesarstvo po smrti Ivana Aleksandra leta 1371. Obe nekdanji cesarstvi so postopoma osvojili osmanski Turki.

## Ozadje
Med dolgim, vendar neuspešnim vladanjem carja Konstantina Tiha Asena (1257–1277) je Bolgarsko cesarstvo izgubilo svoje posesti v severni Makedoniji, vključno s Skopjem, ki so bile pred tem fevdalne posesti bizantinskih cesarjev. Ko sta se začeli Bolgarsko in Bizantinsko cesarstvo soočati z resnimi notranjimi in zunanjimi problemi, so začeli Srbi v 1280. letih širiti svoje kraljestvo proti jugu v severno Makedonijo.
V bizantinski državljanski vojni med postarnim cesarjem Andronikom II. Paleologom in njegovim ambicioznim vnukom Andronikom III. Paleologom v letih 1320-1328,  je srbski kralj Štefan Uroš III., bolj znan kot Štefan Dečanski, odkrito podprl starega cesarja in v zameno dobil nekaj nepomembnih trdnjav v Makedoniji. Po letu 1328 je Andronik III. zmagal in odstavil svojega starega očeta. Začelo se je obdobje slabih odnosov med Srbijo in Bizantinci, podobno hladni vojni. Na drugi strani je bolgarski car Mihael III. podpiral svojega svaka Andronika III.  Mihael se je leta 1324 ločil od Štefanove sestre Ane Nede in se poročil z Andronikovo sestro Teodoro. V tem času so Srbi osvojili pomembni mesti Prosek in Prilep in celo oblegali Ohrid.
Obe cesarstvi je resno skrbela hitra rast Srbije, zato sta 13. maja 1327 sklenili očitno protisrbski mirovni sporazum. Na naslednjem srečanju leta 1329 sta sklenili  napasti Srbijo.  Mihael III.  je nameraval ponovno osvojiti severozahodno in jugozahodno Bolgarijo, ki so ju zasedli Srbi. Načrt je vključeval popolno eliminacijo Srbije in njeno delitev med Bolgarskim in Bizantinskim cesarstvom. Po pisanju nekaterih srbskih letopiscev je Mihael III.  zahteval pokornost srbskega kralja in grozil, "da bo zavladal v srcu srbske države".

## Priprave
Obe strani sta se na spopad skrbno pripravljali. Mihael je na pomoč poklical svojega zaveznika Basaraba I. Vlaškega,  ki mu je poslal močno enoto svojih vojakov in enote Osetov/Jazigov in Tatarov, skupaj 3.000 mož.  Moč Mihaelove vojske so sodobniki ocenjevali na 15.000 mož. Štefanova vojska je štela okoli 17.000 mož, od tega po 1.000 elitnih katalonskih in nemških najemnikov.

## Operacije pred bitko
Bolgari bi morali Srbijo napasti z vzhoda, Bizantinci pa z juga. Vojski bi se morali združiti nekje v sedanji  severni Makedoniji, vendar je bila koordinacija med njima slaba. Andronik III. je julija 1330 napadel Makedonijo in osvojil Prilep in pet manjših trdnjav in se nato ustavil in čakal na izid odločilne bitke med Srbi in Bolgari. Srbski cilj je bil preprečiti združitev obeh nasprotnikovih vojsk in se spopasti z vsako posebej. Ker se je Štefan Dečanski bal, da bodo Bolgari napadli preko Niša, je svojo vojsko zbral na Dobriškem polju ob izlivu Toplice v Moravo.

### Premiki bolgarske vojske
Pohod bolgarske vojske pod poveljstvom samega carja se je začel 19. julija v prestolnici Trnovo.  Vojska je preko Sofije prišla v gornjo dolino Stume, od tam do obmejne vasi Šiškovci in nato do pomembnega obmejnega gradu v vasi Izvor. Vojska se je nato razdelila v dva skupini: glavnina pod poveljstvom Mihaela III.  je odšla skozi severni del pogorja Konjavska, manjši del vojske s trenom pa po lažji, vendar daljši poti. Vojski naj bi se  srečali med vasema Konjava in Dvorište.
Druga bolgarska vojska pod poveljstvom carjevega brata Belaurja je krenile na pohod iz Vidina in v bitki ni sodelovala, kar je bil glavni vzrok za bolgarski poraz. Po mnenju nekaterih zgodovinarjev je bila  rezerva, nastanjena v okolici gradu Izvor,  po mnenju drugih pa je prišla prepozno.

### Premiki srbske vojske
Štefan Dečanski je pričakoval tudi napad iz Vidina. Njegov cilj je bil zadržati prodiranje Bolgarov v notranjost države. Ko je izvedel za prisotnost bolgarske vojske v dolini Strume, se je odpravil na jug in se utaboril v bližini Velbažda.

## Bitka
Obe vojski sta se utaborili v okolici Velbažda. Ker sta oba vladarja čakala na okrepitve, sta se začela 24. julija pogajati in sklenila enodnevno premirje. Po mnenju nekaterih zgodovinarjev se je v bližini vasi Kopilovci zgodil manjši napad Srbov, ki je spodletel. Štefan Dečanski  je spoznal, da njegova vojska ni dovolj močna, da bi zmagala. Car je imel še en pomemben razlog za sklenitev premirja: oskrbovalne enote njegove vojske še niso prišle na bojišče, zato je Bolgarom primanjkovalo hrane in so se razkropili po okoliških vaseh in iskali hrano.  Štefan je medtem dobil znatne okrepitve pod poveljstvom sina Štefana Dušana, v katerih so bili tudi najemniki. Srbi so ponoči 28. julija napadli in presenetili bolgarsko vojsko. Enota pod poveljstvom Dečanskega je zavzela vzpetino Spasovica, medtem ko je srbska glavnina s 1.000 katalonskimi težkimi konjeniki pod poveljstvom Štefana Dušana prodrla globoko  v dolino reke Dragovice proti vasi Šiškovci. Glavna bitka je potekala med vasjo Šiškovci in vzpetino Spasovica na mestu, imenovanem Božurica.
Mihael III.  je poskušal urediti svojo vojsko, vendar   mu to ni uspelo. Bolgari so doživeli popoln polom.  Bitka je bila krvava, ker so se ostanki bolgarske vojske čvrsto upirali.  Po bitki so Srbi izropali bolgarski tabor  in ujeli težko ranjenega carja, ki je v srbskem taboru za posledicami ran četrti dan ujetništva umrl. Po eni od teorij je padel na bojišču, po drugi pa je bil usmrčen na Dušanov ukaz.  Carja so pokopali v samostanu Staro Nagoričane pri Kumanovem. Na mestu, kjer je stal njegov šotor, je Štefan zgradil cerkev, ki še stoji.
Dan po bitki so Srbi poskusili prodreti  proti pogorju Konjavska,  vendar jih je vojska pod poveljstvom Belaurja in guvernerja Loveča Ivana Aleksandra, zbrana okoli gradu Izvor, uspešno ustavila. Belaur in Štefan Dečanski sta sklenila mir. Bolgari so za Mihaelovega naslednika sprejeli njegovega mladoletnega sina Ivana Štefana pod regentstvom njegove matere Ane Nede, sestre srbskega kralja. Meja med državama je doživela nekaj manjših popravkov. Bolgari po porazu niso mogli preprečiti srbske invazije v Makedonijo.

## Kasnejši razvoj dogodkov in posledice
Ko je Andronik II. izvedel za smrt svojega zaveznika, se je odločil prekiniti vojno s Srbijo in izkoristiti šibkost Bolgarov. Bolgari so ga v bitki pri Rusokastru  leta 1332  kljub temu porazili in zasedli velik del Trakije. Kralj Štefan je v Makedoniji osvojil vsa mesta, ki so jih na začetku vojne osvojili Bizantinci. Po uspešnem koncu vojne in vrnitvi domov je zgradil samostan Visoki Dečani in mu konec leta z darovnico poklonil veliko vasi. 
Na začetku leta 1331 se je mladi kralj Štefan Dušan uprl svojemu očetu, verjetno zaradi nadaljevanja vojne proti Bizantinskemu cesarstvu.  Mladi Dušan ni bil pobožen, kot njegov oče, ampak agresiven in je imel podporo tistega dela plemstva, ki je želel izkoristiti prednosti zmage pri Velbaždu. Bolgarsko plemstvo je med uporom od januarja do aprila 1331 stmoglavilo carjeviča Ivana Štefana in ga zamenjalo  z Mihaelovim bratrancem Ivanom Aleksandrom. 
V naslednjih dvajsetih letih je Srbija postala najmočnejša država v jugovzhodni Evropi. Štefan Dušan je po prihodu na prestol leta 1331 napadel bizantinske posesti in v letih 1333-1334 vzpostavil trdno oblast v severni Makedoniji. Kasneje je izkoristil bizantinsko državljansko vojno 1341-1347 in razširil svojo oblast čez celo Makedonijo, Albanijo, Epir in Tesalijo. Srbija in Bolgarija sta  imeli v tem času dobre odnose.  Štefan Dušan je bil leta 1346 s pomočjo Ivana Aleksandra kronan za cesarja in Srbijo razglasil a cesarstvo.

## Epsko pesništvo
Domneva se, da je v srbski ljudski pesnitvi Ban Milutin in Duka Hercegovac opisana prav bitka pri Velbaždu.